# Собакин, Илья Сергеевич
Илья́ Серге́евич Соба́кин (род. 23 августа 2001, Вологда) — российский актёр театра, кино и озвучивания.

## Биография
Илья Собакин родился 23 августа 2001 года в Вологде. Детство прошло в городе Белозерске
Учился в Средней школе № 1 им. героя Советского Союза И. П. Малозёмова. Параллельно учился в Детской школе искусств по классу— «Хореография» (Народный танец, классический танец), педагог Л. Н. Сербина и дополнительному предмету — «гармонь», педагог А. Ф. Проурзина. Закончил Школу искусств с красным дипломом. Посещал театральную студию — Народный самодеятельный коллектив театр «Свеча», под руководством Л. А. Голубковой. С хореографическим и театральным коллективами становились лауреатами конкурсов разного уровня, от районных до международных.
В 2023 году закончил ВГИК, актёрский факультет — курс кинорежиссёра, народного артиста Российской Федерации Владимира Петровича Фокина.
В 2023 году принят в труппу театра «У Никитских ворот» под руководством Марка Григорьевича Розовского.

## Творчество

### Театральные работы
Всероссийский государственный университет кинематографии (ВГИК) им. С. А. Герасимова
- 2021 — «Новеллы о любви» Ивана Бунина, режиссёр Р. В. Барышев — отец
- 2022 — «Зойкина квартира» Михаила Булгакова, режиссёр А. О. Гарнова — Борис Семёнович Гусь- Ремонтный
- 2022 — «Васса Железнова» Максима Горького, режиссёр В. П. Фокин — Прохор Борисович Храпов
- 2023 — «Бесы» Фёдора Достоевского, режиссёр М. А. Финаева-Николотова (Федосова) — Степан Трофимович Верховенский
- 2023 — «Вишнёвый сад» Антона Чехова, режиссёр Р. В. Барышев — Семён Епиходов, Прохожий, Антон Павлович Чехов

Театр «У Никитских ворот»
- 2023 — «Свадьба» Михаила Зощенко, режиссёр М. Г. Розовский — Приятель жениха
- 2023 — «Остров сокровищ» Р. Л. Стивенсон, режиссёр С. Уусталу, Р. Вьюшкин — Чёрный пёс
- 2023 — «Дон Кихот» пьеса М. А. Булгакова по роману Мигеля де Сервантеса, режиссёр М. Г. Розовский — цирюльник Николас, монах
- 2023 — «Роман о девочках» В.С. Высоцкий, режиссёр М.Г. Розовский — Ханыга
- 2024 —  «Голос отца» пьеса А.П. Платонова, режиссёр М.Г. Розовский — Служащий
- 2024 — «Пляшущие человечки» Артур Конан Дойл, режиссёр М. Г. Розовский — Доктор Ватсон
- 2024 —  «Песни нашего двора», режиссёр М.Г. Розовский —  Сосед
- 2024 —  «Гамлет» У. Шекспир, режиссёр М.Г. Розовский — Озрик, Луциан
- 2024 — «Попрыгунья» А.П. Чехов, режиссёр М. Г. Розовский — хор
- 2024 — «Три Мушкетёра» А. Дюма, пьеса и постановка М. Г. Розовского — граф Рошфор
- 2024 — «Концерт Высоцкого в НИИ» пьеса М.Г. Розовского, режиссёр Ю.В. Голубцов — Инженер
- 2024 — «Горе без ума» по пьесе А.С. Грибоедова, режиссёр М.Г. Розовский — Петрушка

Театральные проекты
- 2025 — «Любовь не умирает» М.Скалкина, режиссёр И.А. Ильин — Сосед

### Фильмография
- 2021 — «Обитель» (по мотивам одноимённого романа Захара Прилепина), режиссёр А.А. Велединский — Юнгарь
- 2022 — «Дневник Достоевского» — Читатель
- 2023 — «СУПЕРИВАНОВЫ»-2, режиссёр С.Назиров- эпизодическая роль

### Озвучивание
- 2022 — «Клубника» — главный герой
- 2024 — «Дачная лирика» — литературный проект на радио «Серебряный дождь»
- 2025 — «Бунтари. Биографии 8 необычных топ-менеджеров и их феноменальные истории успеха» —  аудиокнига

## Награды
- 2018 — Награда в рамках Всероссийского открытого форума детского и юношеского экранного творчества «Бумеранг-2018» за лучшую мужскую роль.
- 2022 — Награда в рамках Международного 42-го студенческого фестиваля ВГИК за лучшую мужскую роль[1].
- 2023 — Диплом первой степени и Гран-при в Международном студенческом конкурсе чтецов им. З. В. Савковой «Искусство звучащего слова»[2]
- 2023 — Диплом лауреата I степени в Международном конкурсе «Музыка Театра. Театр Музыки»[3].